# Frederik Schram
Frederik August Albrecht Schram (Dragør, 19 gennaio 1995) è un calciatore danese naturalizzato islandese, portiere del Valur.

## Carriera

### Club
Nato a Dragør, in Danimarca, nel 1995, da padre danese e madre islandese. Gioca fin da giovane nel suo Paese natale, giocando dal 2012 al 2013 nelle giovanili del Dragør e dal 2013 al 2014 in quelle dell'Odense.
Nel settembre 2014 passa al Vestsjælland, dove gioca una stagione in massima serie, arrivando 11º e retrocedendo in seconda. Nella stagione successiva chiude la sua esperienza a fine 2015, senza aver esordito in rossoblu.
Nell'aprile 2016 si trasferisce al Roskilde, debuttando in campionato, la 1. Division, il 17 aprile, quando gioca titolare nella sconfitta per 2-1 sul campo dell'Horsens.

### Nazionale
Inizia a giocare nelle nazionali giovanili islandesi nel 2011, quando disputa 3 gare con l'Under-17. Dal 2012 al 2013 gioca invece 3 volte con l'Under-19.
Nel 2014 debutta in Under-21, prima in amichevole e poi in gara ufficiale il 14 ottobre, nel ritorno del play-off di qualificazione all'Europeo Under-21 2015 in Svezia, la gara casalinga contro la Danimarca,  finita 1-1 con due gol negli ultimi minuti e con la qualificazione dei danesi per i più gol in trasferta, dopo lo 0-0 dell'andata.
L'8 febbraio 2017 fa il suo esordio in nazionale maggiore, nell'amichevole a Whitney, in Nevada, negli USA, contro il Messico, finita 1-0 per i messicani, con Schram che gioca l'intera gara.
Nel 2018 il CT islandese Heimir Hallgrímsson lo convoca per il Mondiale in Russia, prima partecipazione di sempre degli islandesi, risultando l'unico della rosa dei 23 a non avere, in virtù delle origini danesi, il cognome terminante con il patronimico Son.

## Statistiche

### Presenze nei club
Statistiche aggiornate al 5 maggio 2018.
| Stagione            | Squadra             | Campionato          | Campionato | Campionato | Coppe nazionali | Coppe nazionali | Coppe nazionali | Coppe continentali | Coppe continentali | Coppe continentali | Altre coppe | Altre coppe | Altre coppe | Totale | Totale | Totale |
| Stagione            | Squadra             | Comp                | Pres       | Reti       | Comp            | Pres            | Reti            | Comp               | Pres               | Reti               | Comp        | Pres        | Reti        | Pres   | Reti   |        |
| ------------------- | ------------------- | ------------------- | ---------- | ---------- | --------------- | --------------- | --------------- | ------------------ | ------------------ | ------------------ | ----------- | ----------- | ----------- | ------ | ------ | ------ |
| 2014-2015           | Vestsjælland        | SL                  | 0          | 0          | DBU LP          | 0               | 0               | -                  | -                  | -                  | -           | -           | -           | 0      | 0      |        |
| 2015                | Vestsjælland        | 1. D                | 0          | 0          | DBU LP          | 0               | 0               | -                  | -                  | -                  | -           | -           | -           | 0      | 0      |        |
| Totale Vestsjælland | Totale Vestsjælland | Totale Vestsjælland | 0          | 0          | -               | 0               | 0               | -                  | -                  | -                  | -           | -           | -           | 0      | 0      |        |
| 2016                | Roskilde            | 1. D                | 6          | -13        | DBU LP          | 0               | 0               | -                  | -                  | -                  | -           | -           | -           | 6      | -13    |        |
| 2016-2017           | Roskilde            | 1. D                | 29         | -38        | DBU LP          | 0               | 0               | -                  | -                  | -                  | -           | -           | -           | 29     | -38    |        |
| 2017-2018           | Roskilde            | 1. D                | 25         | -34        | DBU LP          | 0               | 0               | -                  | -                  | -                  | -           | -           | -           | 25     | -34    |        |
| Totale Roskilde     | Totale Roskilde     | Totale Roskilde     | 60         | -85        | -               | 0               | 0               | -                  | -                  | -                  | -           | -           | -           | 60     | -85    |        |
| Totale carriera     | Totale carriera     | Totale carriera     | 60         | -85        | -               | 0               | 0               | -                  | -                  | -                  | -           | -           | -           | 60     | -85    |        |

### Cronologia presenze e reti in nazionale
| Cronologia completa delle presenze e delle reti in nazionale ― Islanda | Cronologia completa delle presenze e delle reti in nazionale ― Islanda | Cronologia completa delle presenze e delle reti in nazionale ― Islanda | Cronologia completa delle presenze e delle reti in nazionale ― Islanda | Cronologia completa delle presenze e delle reti in nazionale ― Islanda | Cronologia completa delle presenze e delle reti in nazionale ― Islanda | Cronologia completa delle presenze e delle reti in nazionale ― Islanda | Cronologia completa delle presenze e delle reti in nazionale ― Islanda |
| Data                                                                   | Città                                                                  | In casa                                                                | Risultato                                                              | Ospiti                                                                 | Competizione                                                           | Reti                                                                   | Note                                                                   |
| ---------------------------------------------------------------------- | ---------------------------------------------------------------------- | ---------------------------------------------------------------------- | ---------------------------------------------------------------------- | ---------------------------------------------------------------------- | ---------------------------------------------------------------------- | ---------------------------------------------------------------------- | ---------------------------------------------------------------------- |
| 8-2-2017                                                               | Whitney                                                                | Messico                                                                | 1 – 0                                                                  | Islanda                                                                | Amichevole                                                             | -1                                                                     |                                                                        |
| 11-1-2018                                                              | Sleman                                                                 | Indonesia                                                              | 0 – 6                                                                  | Islanda                                                                | Amichevole                                                             | -                                                                      | 46’                                                                    |
| 27-3-2018                                                              | Harrison                                                               | Perù                                                                   | 3 – 1                                                                  | Islanda                                                                | Amichevole                                                             | -3                                                                     |                                                                        |
| 2-6-2018                                                               | Reykjavík                                                              | Islanda                                                                | 2 – 3                                                                  | Norvegia                                                               | Amichevole                                                             | -3                                                                     |                                                                        |
| 11-1-2019                                                              | Doha                                                                   | Islanda                                                                | 2 – 2                                                                  | Svezia                                                                 | Amichevole                                                             | -2                                                                     |                                                                        |
| 11-11-2022                                                             | Hwaseong                                                               | Corea del Sud                                                          | 1 – 0                                                                  | Islanda                                                                | Amichevole                                                             | -1                                                                     |                                                                        |
| 12-1-2023                                                              | Faro                                                                   | Svezia                                                                 | 2 – 1                                                                  | Islanda                                                                | Amichevole                                                             | -                                                                      | 61’                                                                    |
| Totale                                                                 |                                                                        | Presenze                                                               | 7                                                                      |                                                                        | Reti                                                                   | -10                                                                    |                                                                        |

| Cronologia completa delle presenze e delle reti in nazionale ― Islanda under 21 | Cronologia completa delle presenze e delle reti in nazionale ― Islanda under 21 | Cronologia completa delle presenze e delle reti in nazionale ― Islanda under 21 | Cronologia completa delle presenze e delle reti in nazionale ― Islanda under 21 | Cronologia completa delle presenze e delle reti in nazionale ― Islanda under 21 | Cronologia completa delle presenze e delle reti in nazionale ― Islanda under 21 | Cronologia completa delle presenze e delle reti in nazionale ― Islanda under 21 | Cronologia completa delle presenze e delle reti in nazionale ― Islanda under 21 |
| Data                                                                            | Città                                                                           | In casa                                                                         | Risultato                                                                       | Ospiti                                                                          | Competizione                                                                    | Reti                                                                            | Note                                                                            |
| ------------------------------------------------------------------------------- | ------------------------------------------------------------------------------- | ------------------------------------------------------------------------------- | ------------------------------------------------------------------------------- | ------------------------------------------------------------------------------- | ------------------------------------------------------------------------------- | ------------------------------------------------------------------------------- | ------------------------------------------------------------------------------- |
| 5-6-2014                                                                        | Akranes                                                                         | Islanda under 21                                                                | 0 – 2                                                                           | Svezia under 21                                                                 | Amichevole                                                                      | -                                                                               | 35’                                                                             |
| 14-10-2014                                                                      | Reykjavík                                                                       | Islanda under 21                                                                | 1 – 1                                                                           | Danimarca under 21                                                              | Qual. Europeo Under-21 2015                                                     | -1                                                                              |                                                                                 |
| 5-9-2015                                                                        | Kópavogur                                                                       | Islanda under 21                                                                | 3 – 2                                                                           | Francia under 21                                                                | Qual. Europeo Under-21 2017                                                     | -2                                                                              |                                                                                 |
| 8-9-2015                                                                        | Reykjavík                                                                       | Islanda under 21                                                                | 1 – 1                                                                           | Irlanda del Nord under 21                                                       | Qual. Europeo Under-21 2017                                                     | -1                                                                              |                                                                                 |
| 8-10-2015                                                                       | Čerkasy                                                                         | Ucraina under 21                                                                | 0 – 1                                                                           | Islanda under 21                                                                | Qual. Europeo Under-21 2017                                                     | -                                                                               |                                                                                 |
| 13-10-2015                                                                      | Aberdeen                                                                        | Scozia under 21                                                                 | 0 – 0                                                                           | Islanda under 21                                                                | Qual. Europeo Under-21 2017                                                     | -                                                                               |                                                                                 |
| Totale                                                                          |                                                                                 | Presenze                                                                        | 6                                                                               |                                                                                 | Reti                                                                            | -4                                                                              |                                                                                 |

## Palmarès

### Club

#### Competizioni nazionali
- Coppa di Lega islandese: 2

Valur: 2023, 2025